# Goya 1992
Die 6. Verleihung des Goya fand am 7. März 1992 im Palacio de Congresos in Madrid statt. Der spanische Filmpreis wurde in 20 Kategorien vergeben. Zusätzlich wurde ein Ehren-Goya verliehen. Als Gastgeber führten die Schauspieler Aitana Sánchez-Gijón und Jose Coronado durch den Abend.

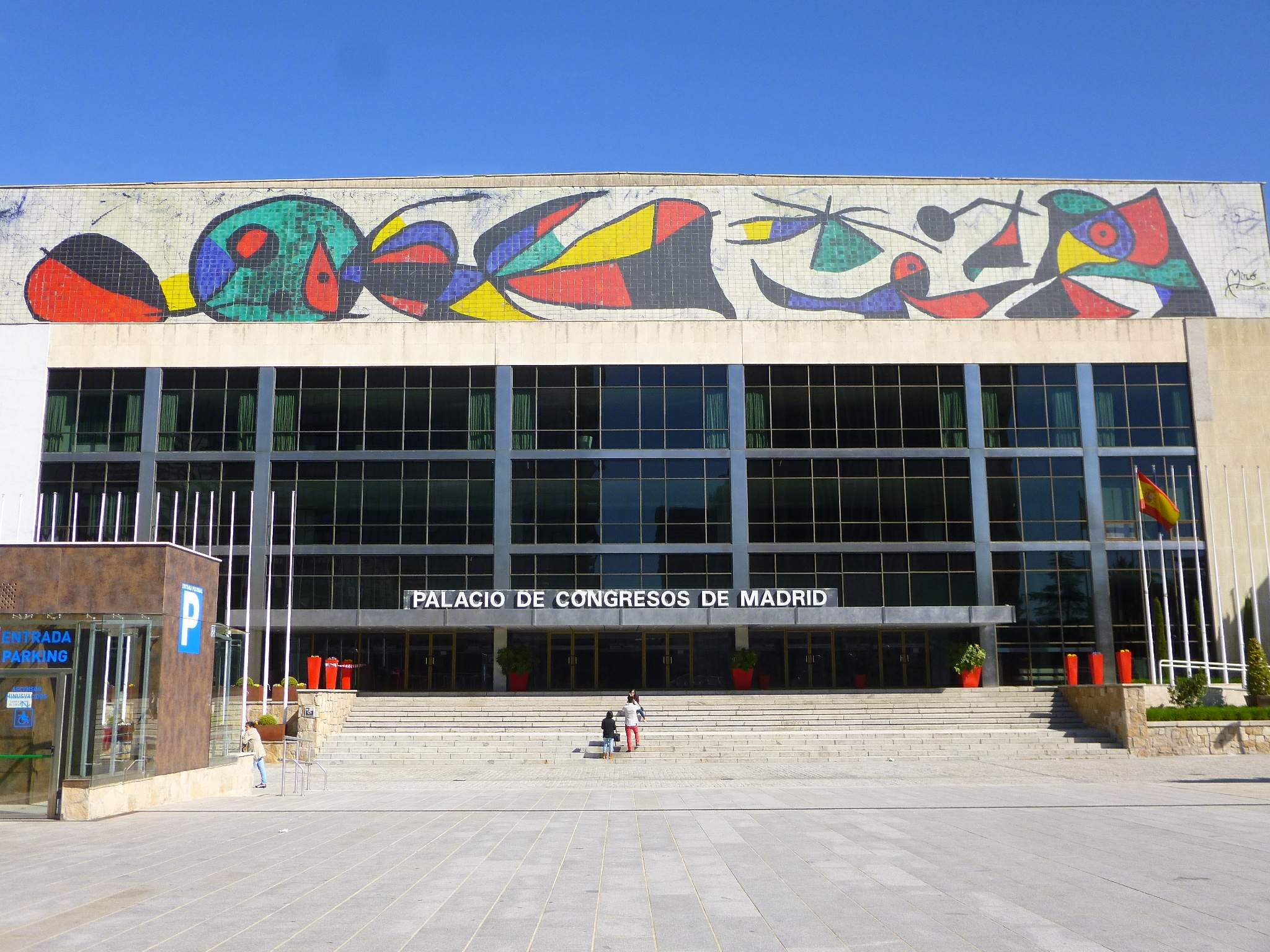
Der Palacio de Congresos, der Veranstaltungsort der Verleihung

## Gewinner und Nominierte
| Statistik (Filme mit mehr als einer Nominierung) N=Nominierung; A=Auszeichnung |    |   |
| Film                                                                           | N  | A |
| Der verblüffte König                                                           | 14 | 8 |
| Beltenebros                                                                    | 10 | 3 |
| Amantes                                                                        | 7  | 2 |
| Don Juan en los infiernos                                                      | 7  | 1 |
| High Heels                                                                     | 5  | 0 |
| Todo por la pasta                                                              | 4  | 1 |
| Schmetterlingsflügel                                                           | 3  | 3 |
| Perfekte Frauen haben’s schwer                                                 | 2  | 0 |

### Bester Film (Mejor película)
Amantes – Regie: Vicente Aranda
- Don Juan en los infiernos – Regie: Gonzalo Suárez
- Der verblüffte König (El rey pasmado) – Regie: Imanol Uribe

### Beste Regie (Mejor dirección)
Vicente Aranda – Amantes
- Pilar Miró – Beltenebros
- Imanol Uribe – Der verblüffte König (El rey pasmado)

### Beste Nachwuchsregie (Mejor dirección novel)
Juanma Bajo Ulloa – Schmetterlingsflügel (Alas de mariposa)
- Ana Belén – Perfekte Frauen haben’s schwer (Cómo ser mujer y no morir en el intento)
- Manuel Gómez Pereira – Salsa rosa

### Bester Hauptdarsteller (Mejor actor)
Fernando Guillén – Don Juan en los infiernos
- Gabino Diego – Der verblüffte König (El rey pasmado)
- Jorge Sanz – Amantes

### Beste Hauptdarstellerin (Mejor actriz)
Sílvia Munt – Schmetterlingsflügel (Alas de mariposa)
- Victoria Abril – Amantes
- Maribel Verdú – Amantes

### Bester Nebendarsteller (Mejor actor de reparto)
Juan Diego – Der verblüffte König (El rey pasmado)
- Javier Gurruchaga – Der verblüffte König (El rey pasmado)
- José Luis Gómez – Beltenebros

### Beste Nebendarstellerin (Mejor actriz de reparto)
Kiti Manver – Todo por la pasta
- María Barranco – Der verblüffte König (El rey pasmado)
- Cristina Marcos – High Heels (Tacones lejanos)

### Bestes Originaldrehbuch (Mejor guion original)
Juanma Bajo Ulloa und Eduardo Bajo Ulloa – Schmetterlingsflügel (Alas de mariposa)
- Luis Marías – Todo por la pasta
- Álvaro del Amo, Carlos Pérez Merinero und Vicente Aranda – Amantes

### Bestes adaptiertes Drehbuch (Mejor guion adaptado)
Juan Potau Martínez und Gonzalo Torrente Malvido – Der verblüffte König (El rey pasmado)
- Mario Camus, Pilar Miró und Juan Antonio Porto – Beltenebros
- Carmen Rico-Godoy – Perfekte Frauen haben’s schwer (Cómo ser mujer y no morir en el intento)

### Beste Produktionsleitung (Mejor dirección de producción)
Andrés Santana – Der verblüffte König (El rey pasmado)
- Alejandro Vázquez – Don Juan en los infiernos
- José Luis García Arrojo – Beltenebros

### Beste Kamera (Mejor fotografía)
Javier Aguirresarobe – Beltenebros
- Hans Burmann – Der verblüffte König (El rey pasmado)
- Carlos Suárez Morilla – Don Juan en los infiernos

### Bester Schnitt (Mejor montaje)
José Luis Matesanz – Beltenebros
- José Salcedo – High Heels (Tacones lejanos)
- Teresa Font – Amantes

### Bestes Szenenbild (Mejor dirección artística)
Félix Murcia – Der verblüffte König (El rey pasmado)
- Wolfgang Burmann – Don Juan en los infiernos
- Fernando Sáenz und Luis Vallés – Beltenebros

### Beste Kostüme (Mejor diseño de vestuario)
Javier Artiñano – Der verblüffte König (El rey pasmado)
- José María Cossío – High Heels (Tacones lejanos)
- Yvonne Blake – Don Juan en los infiernos

### Beste Maske (Mejor maquillaje y peluquería)
Romana González und Josefa Morales – Der verblüffte König (El rey pasmado)
- Jesús Moncusi und Gregorio Ros – High Heels (Tacones lejanos)
- Juan Pedro Hernández – Beltenebros

### Beste Spezialeffekte (Mejores efectos especiales)
Reyes Abades – Beltenebros
- Carlo De Marchis – Capitán Escalaborns
- Kit West – Todo por la pasta

### Bester Ton (Mejor sonido)
Gilles Ortion und Ricard Casals Alexandri – Der verblüffte König (El rey pasmado)
- Manuel Cora, Carlos Faruolo und Alberto Herena – Beltenebros
- Jean-Paul Mugel – High Heels (Tacones lejanos)

### Beste Filmmusik (Mejor música original)
José Nieto – Der verblüffte König (El rey pasmado)
- Alejandro Massó – Don Juan en los infiernos
- Bernardo Bonezzi – Todo por la pasta

### Bester Kurzfilm (Mejor cortometraje de ficción)
La viuda negra – Regie: Jesús R. Delgado
- Eduardo – Regie: Diana de Petri
- La doncella virtuosa – Regie: Vicente Pérez Herrero
- Ni contigo ni sin ti – Regie: Gerardo Herrero

### Bester ausländischer Film in spanischer Sprache (Mejor película extranjera de habla hispana)
La Frontera – Am Ende der Welt (La frontera), Chile – Regie: Ricardo P. Larrain
- Hello Hemingway, Kuba – Regie: Fernando Pérez
- Jericó, Venezuela – Regie: Luis Alberto Lamata
- Técnicas de duelo: Una cuestión de honor, Kolumbien – Regie: Sergio Cabrera

## Ehrenpreis (Goya de honor)
- Emiliano Piedra, spanischer Filmproduzent